# 竺道潜
竺道潜（りゅうどうせん）は、中国東晋の僧。字は「法深」。琅邪の人。劉元真を師とする。

## 生涯
本姓は王氏。王敦の弟であり、王導の従兄弟で名門出身であった。18歳で出家。威風堂々とした容貌で、24歳のとき『法華経』や『摩訶般若波羅蜜経』を講じ、すでに深い理解を示して弁舌巧みだった。元帝・明帝・王導・庾亮などは道潜の風徳を敬愛し、道潜はつねに屐をつけて殿中に入ることができた。後に世を避けて会稽の剡山に隠れたが、その跡を追うものが山門に旅舎を結び、道潜はその人々に対して、悠々として講席を設けること30余年、『方等経』や老荘を説いた。哀帝が勅使を遣わして道潜を招いたため、宮中で『摩訶般若波羅蜜経』を講じた。しかし、道潜はこのような生活を楽しまず、剡山に帰り、余命を終えた。

## 考証
高句麗の小獣林王2年（372年）、前秦の苻堅が使節とともに僧の順道を遣し、仏像、経文を齎し、その2年後に阿道が来て、翌年に省門寺、伊弗蘭寺が創建されたことを以って高句麗仏教の最初とするが、梁の慧皎が撰した『高僧伝』巻四・道潜（法深）伝に、支遁が高麗道人に与えた「与高麗道人書」が引かれ、道潜の高徳を讃えている。支遁は、太和元年（366年）に死亡しており、支遁が高麗道人に「与高麗道人書」を与えた時期はそれ以前となる。したがって、高麗道人が高句麗の仏教徒であるならば、順道が高句麗に来たとされる小獣林王二年より6年以前であり、順道、阿道の高句麗教化以前の高句麗と中国仏教との接触を示唆する。しかしながら、『三国遺事』を撰した一然は、『三国遺事』巻三興法篇「（順）道公之次。亦有法深義淵曇嚴之流。相繼而興教。𤋦古傳無文。今亦不敢編次。詳見僧傳」としており、高麗道人を法深（道潜）に比定している。